# Llengües chumash

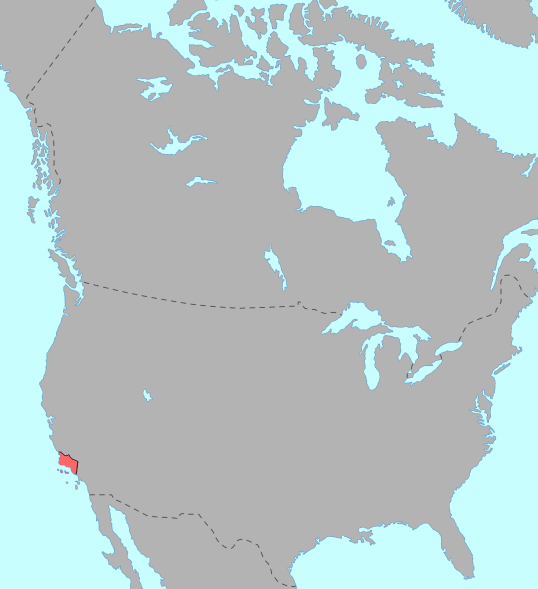
En vermell, lloc on es parlava el Chumash

Les llengües chumash (nom nadiu S.hamala /sʰamala/; anglitzat čʰumaš /t͡ʃʰumaʃ/, que vol dir "illenc de Santa Cruz") és una família llengües que van ser parlades en el sud de la costa oest de Califòrnia (des de San Luis Obispo fins a Malibú), a les regions veïnes (Vall de San Joaquín) i en tres illes properes (San Miguel, Santa Rosa i Santa Cruz) pels chumash.

Hi ha sis o set llengües chumash, dependent en part de com hom interpreti l'estatus del chumash interior (cuyama), que està pobrament documentada, com a llengua distinta.

Les llengües chumash, juntament amb les llengües yuki-wappo, i potser el guaicura, és una de les famílies lingüístiques més antigues establertes a Califòrnia, abans de l'arribada dels parlants dels Penutià, uto-asteca i potser fins i tot hoka. Chumash, yuki i les llengües del sud de Baixa Califòrnia es parlen en zones amb poblacions establertes des de fa més temps i d'un tipus físic diferent. La població en l'àrea de base chumash s'ha mantingut estable durant els últims 10.000 anys. No obstant això el rang compulsat del chumashn és recent (un parell de milers d'anys). Hi ha evidència interna que l'obispeño substitueix el hoka i que el chumash illenc es barreja amb un llenguatge molt diferent del chumash; les illes no estaven en contacte amb el continent fins a la introducció de les canoes de taules en el primer mil·lenni de la nostra era.
Aquesta família està actualment extinta, tot i que està ben documentada en les notes de camp inèdites del lingüista John Peabody Harrington. Especialment ben documentats estan el barbareño l'ineseño i ventureño. L'últim parlant d'una llengua chusmash va ser Mary Yee, qui va morir en 1965 i parlava barbareño.

## Classificació

### Classificació interna
Aquesta família consta de 6 llengües:
I. Chumash del nord
1. Obispeño (†)
II. Chumash del sud
a. Chumash insular
2. Isleño (†)
b. Chumash central
3. Purisimeño (†)
4. Ineseño (†)
5. Barbareño (†)
6. Ventureño (†)
L'obispeño era la llengua chumash més divergent. L'ineseño i el barbareño podien haver estat dialectes de la mateixa llengua. Hi ha molt poca documentació del purisimeño. El ventureño tenia diversos dialectes. El chumash iilenc tenia diferents dialectes a l'illa Santa Cruz i illa Santa Rosa, però tots els parlants van ser traslladats a la península al segle xix. John Peabody Harrington va dur a terme treball de camp en totes les llengües chumash anteriors, però obtingué menor nombre de dades de l'isleño, purisimeño, i obispeño. No hi ha dades lingüístiques del cuyama, encara que les dades etnogràfiques suggereixen que probablement era chumash (chumash de l'interior).

#### Post-contacte
Les llengües reben el nom de les missions espanyoles locals on els parlants chumash van ser reubicats entre els anys 1770 i 1830: 
- Obispeño — Missió de San Luis Obispo de Tolosa
- Purisimeño — Missió de La Purísima Concepción
- Ineseño — Missió de Santa Inés
- Barbareño — Missió de Santa Barbara
- Ventureño — Missió de San Buenaventura

## Relacions am altres llengües
Roland Burrage Dixon i Alfred L. Kroeber van suggerir que les llengües chumash podien estar relacionades amb el proper salinan, anomenant a aquesta unitat filogenètica proposta com iskoman. Edward Sapir considerà raonable aquest parentiu i va incloure l'isckomà en la seva classificació de les llengües hoka.
Més recentment el salina i les llengües chumash no comparteixen lèxic més enllà d'alguns préstecs, que les llengües chumash probablement van prendre del Salina. com a resultat, els especialistes ara consideren menys probable la inclusió del chumash en el grup hoka i el consens més estès és que el chumash és una petita família aïllada.

## Descripció lingüística

### Fonologia
Les llengües chumash són conegudes per la seva harmonia consonàntica (harmonia de sibilants regressiva).

### Comparació lèxica
Els numerals en diferents llengües chumash són:
| GLOSSA | Obispeño     | Santa Cruz | Barbareño | PROTO- CHUMASH |
| ------ | ------------ | ---------- | --------- | -------------- |
| '1'    | tsuxumu      | ismala     | paka      | *              |
| '2'    | ecin         | isxum      | ickomo    | *              |
| '3'    | mica         | masex      | masex     | *              |
| '4'    | paksi        | ckumu      | ckumu     | *              |
| '5'    | tiyewi       | sit-isma   | yit-paka  | *              |
| '6'    | ksua-sya     | sit-isxum  | yit-ckomo | *              |
| '7'    | kcua-mice    | sit-masex  | yit-masex | *              |
| '8'    | ckomo        | malawa     | malawa    | *              |
| '9'    | cumo-tcimaxe | spa        | tspa      | *              |
| '10'   | tuyimili     | ka-ckumu   | kel-ckomo | *              |